# يوسف حاييم

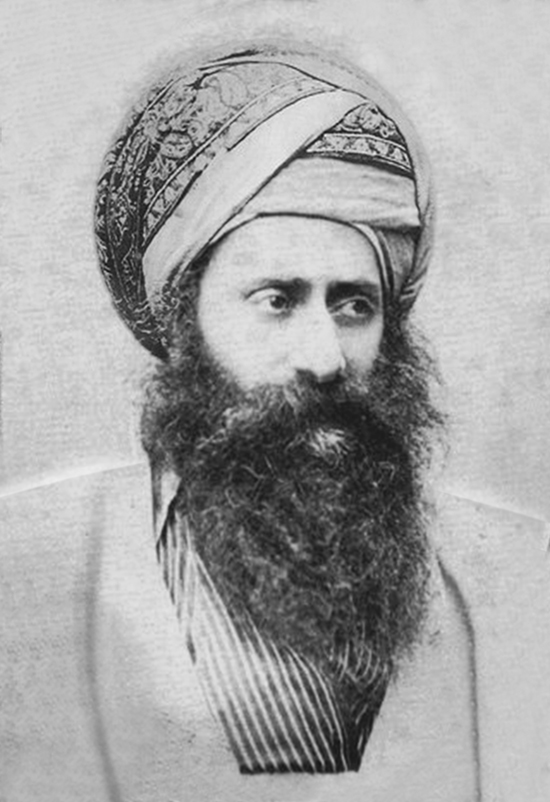
يوسف حاييم

يوسف حاييم (1 سبتمبر 1835 - 30 أغسطس 1909) كان حاخام بغدادي، وقائد الهالاخاه (الشريعة اليهودية)، ورائد القبالة. ومن المعروف انه مؤلف كتاب «بن العش هاي»، ومجموعة من قوانين الحياة اليومية تتخللها رؤى وأعراف صوفية موجهة إلى الجماهير ويليها جزء التوراة الأسبوعي.

## السيرة الشخصية
درس في البداية في مكتبة والده، وفي سن العاشرة، غادر ميدراش («غرفة المدرسة») وبدأ في الدراسة مع عمه، راف دافيد هاي بن مئير الذي أسس فيما بعد «شوشان لافيداي يشيفا» في القدس. في عام 1851، تزوج راشيل، أخت حاخام عوفاديا سوميخ، معلمه الرئيسي. كان لديهم ابنة واثنين من الأولاد معا.
عندما كان يوسف حاييم في الخامسة والعشرين من عمره فقط، توفي والده. على الرغم من شبابه، تم قبوله من قبل يهود بغداد لملء مكانة والده كباحث رباني رئيسي في بغداد، على الرغم من أنه لم يملأ الموقع الرسمي لحاخام باشي. تأسست سفارات بورات يوسف يشيفا في القدس، بناء على نصيحه من قبل جوزيف شالوم، من كلكتا، الهند - واحدة من رعاة الحاخام حاييم.
اشتبك حاييم مع العالم اليهودي البافاري الإصلاحي جاكوب أوبرماير الذي عاش في بغداد من 1869 إلى 1880، وحرّمه. جزء من الخلاف كان بسبب وجهات نظر أوبرماير وحاييم المتضاربة حول ترقية كتاب الزوهار.

## أعماله
بن عش هاي هي مرجعية معيارية في بعض المنازل السفاردية، ودرس على نطاق واسع في سفاردية يشيفا. بسبب شعبية هذا الكتاب، أصبح حاخام يوسف حاييم يعرف باسم «بن عش هاي»، والذي أشار إليه كثيرون اليوم. الكتاب عبارة عن مجموعة من المواعظ التي قدمها على مدار عامين تناقش جزء التوراة الأسبوعي. يبدأ كل فصل بنقاش غامض، يشرح عادة كيف أن التفسير القبالي لبعض الآيات يرتبط بهالاخاه معينة، ثم يستمر في شرح تلك الهلاخاه بأحكام نهائية.
[بحاجة لمصدر]
كتب حاخام يوسف حاييم أكثر من ثلاثين عملاً آخر، وهناك العديد من الطقوس العراقية المنشورة (كتب الصلاة) المستندة إلى أحكامه، والتي يستخدمها يهود سفارديون على نطاق واسع. من بين أشهر أعماله: 
- ميكابسيل: عرض سري للقانون اليهودي - والذي يشير إليه في كثير من الأحيان في كتاب بن عش هاي - يقدم شرحًا أكثر تفصيلاً عن الأسباب التي تستند إليها بعض القرارات. لقد تم التكهن بأن إصرار حاخام يوسف حاييم على نشر جميع أعماله في أرض الميعاد منع نشر هذا العمل الأساسي.
- بن يهويادة: تعليقه على التلمود، يعتبر مورد أساسي في فهم الأغدة (مقاطع السرد من التلمود).

أسماء بن عش هاي وميكابتسيل وبن يهوياده مشتقة من سفر صموئيل الأول 23:20. وقد اختار هذه الأسماء لأنه ادعى أنها كانت تجسيدًا جديدًا لبنياهو بن يهوياده (الموصوف باسم بن عش هايل، ابن رجل شجاع).
كما أن الحاخام يوسف حاييم مشهور بسبب قصصه وأمثاله. بعضها مبعثر من خلال أعماله الهالاخايه، ولكن تم جمعها ونشرها على حدة؛ تم نشر الآخرين كأعمال منفصلة في حياته، كبديل للأدب العلماني المستوحى من أوروبا والذي أصبح شائعًا في ذلك الوقت. كتابه «قانون النساء» هو كتاب مليء بالأمثال المتعلقة بتحسين الذات. حيث أنه تم تأليفه باللغة العربية اليهودية. تم نشره آخر مرة في إسرائيل في أربعينيات القرن العشرين.
[بحاجة لمصدر][بحاجة لمصدر]